# Amphoe Huai Mek
Amphoe Huai Mek (Thai: อำเภอ ห้วยเม็ก) ist ein Landkreis (Amphoe – Verwaltungs-Distrikt) im Westen der Provinz Kalasin. Die Provinz Kalasin liegt in der Nordostregion von Thailand, dem so genannten Isan.

## Geographie
Die Nachbarbezirke sind im Uhrzeigersinn von Nordwesten startend: die Amphoe Nong Kung Si und Yang Talat in der Provinz Kalasin, Amphoe Chuen Chom der Provinz Maha Sarakham sowie Amphoe Kranuan der Provinz Khon Kaen.

## Geschichte
Huai Mek wurde am 1. November 1970 zunächst als „Zweigkreis“ (King Amphoe) eingerichtet, indem die drei Tambon Huai Mek, Kut Don und Bueng Na Riang vom Amphoe Yang Talat abgetrennt wurden. 
Am 12. April 1977 wurde Huai Mek zum Amphoe heraufgestuft.

## Verwaltung

### Provinzverwaltung
Der Landkreis Huai Mek ist in neun Tambon („Unterbezirke“ oder „Gemeinden“) eingeteilt, die sich weiter in 84 Muban („Dörfer“) unterteilen.
| Nr. | Name            | Thai       | Muban | Einw. |
| --- | --------------- | ---------- | ----- | ----- |
| 01. | Huai Mek        | ห้วยเม็ก     | 15    | 9.599 |
| 02. | Kham Yai        | คำใหญ่      | 12    | 7.502 |
| 03. | Kut Don         | กุดโดน      | 12    | 8.531 |
| 04. | Bueng Na Riang  | บึงนาเรียง   | 07    | 3.975 |
| 05. | Hua Hin         | หัวหิน       | 08    | 4.498 |
| 06. | Phimun          | พิมูล        | 08    | 4.252 |
| 07. | Kham Mueat Kaeo | คำเหมือดแก้ว | 09    | 5.882 |
| 08. | Non Sa-at       | โนนสะอาด   | 07    | 4.225 |
| 09. | Sai Thong       | ทรายทอง    | 06    | 2.566 |

### Lokalverwaltung
Es gibt vier Kommunen mit „Kleinstadt“-Status (Thesaban Tambon) im Landkreis:
- Tha Lat Dong Yang (Thai: เทศบาลตำบลท่าลาดดงยาง) besteht aus Teilen des Tambon Huai Mek.
- Kham Mueat Kaeo (Thai: เทศบาลตำบลคำเหมือดแก้ว) besteht aus dem ganzen Tambon Kham Mueat Kaeo.
- Kham Yai (Thai: เทศบาลตำบลคำใหญ่) besteht aus Teilen des Tambon Kham Yai.
- Huai Mek (Thai: เทศบาลตำบลห้วยเม็ก) besteht aus weiteren Teilen des Tambon Huai Mek.

Außerdem gibt es sieben „Tambon-Verwaltungsorganisationen“ (องค์การบริหารส่วนตำบล – Tambon Administrative Organizations, TAO):
- Kham Yai (Thai: องค์การบริหารส่วนตำบลคำใหญ่)
- Kut Don (Thai: องค์การบริหารส่วนตำบลกุดโดน)
- Bueng Na Riang (Thai: องค์การบริหารส่วนตำบลบึงนาเรียง)
- Hua Hin (Thai: องค์การบริหารส่วนตำบลหัวหิน)
- Phimun (Thai: องค์การบริหารส่วนตำบลพิมูล)
- Non Sa-at (Thai: องค์การบริหารส่วนตำบลโนนสะอาด)
- Sai Thong (Thai: องค์การบริหารส่วนตำบลทรายทอง)